# Villa Stuck

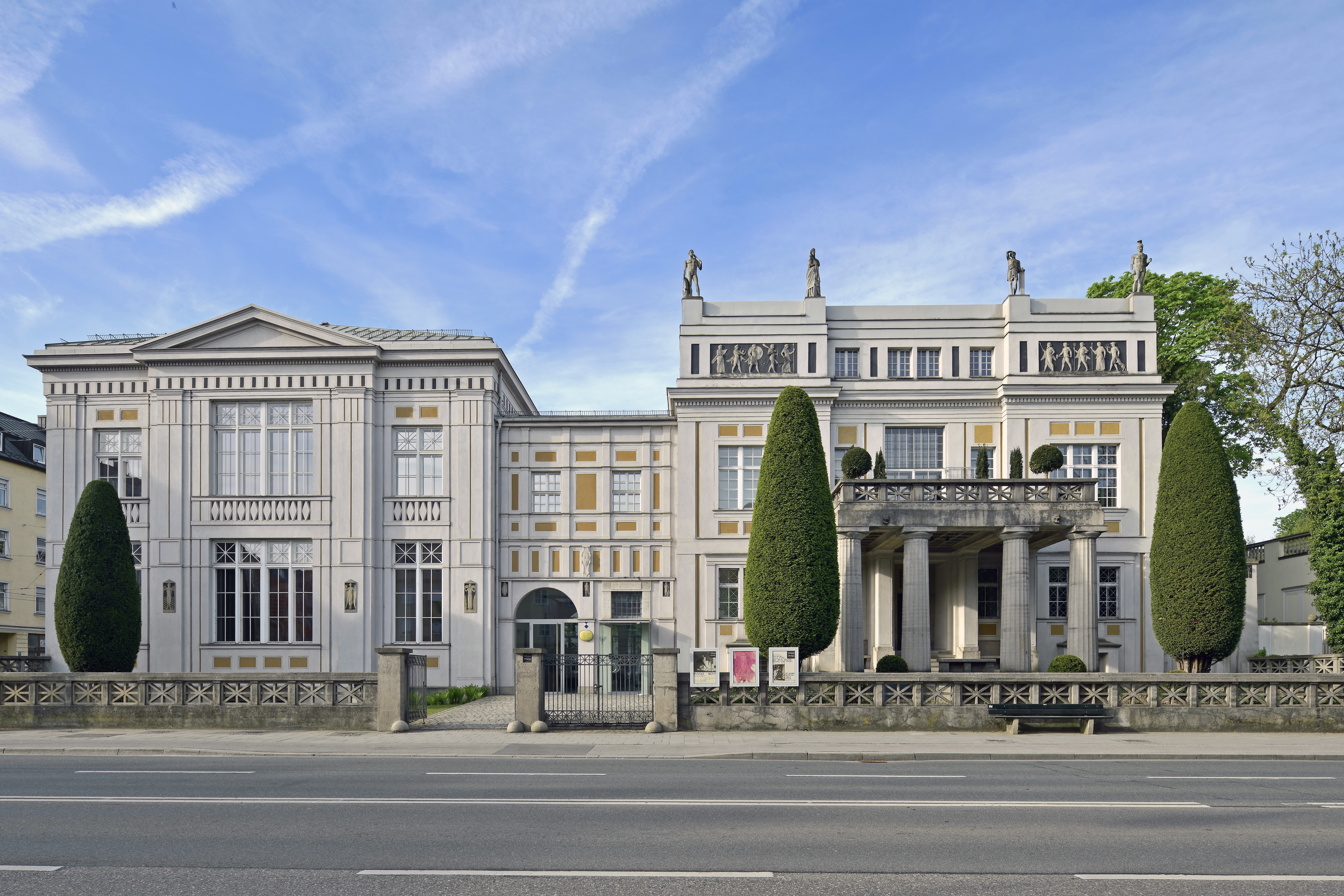
Villa Stuck (2018)

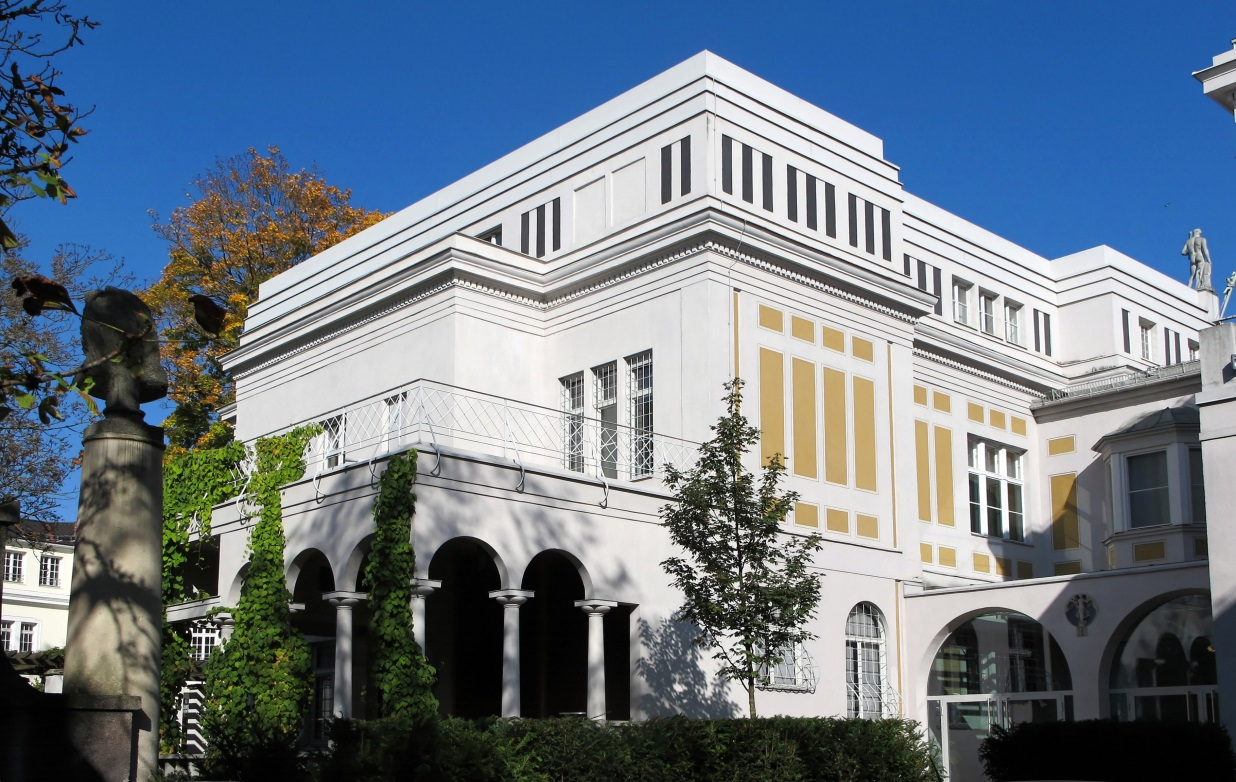
Hofseite der Villa Stuck, 2010

In der Villa Stuck (ⓘ) befindet sich das Museum Villa Stuck im Münchner Stadtteil Haidhausen (historisch jedoch auf dem Gebiet von Bogenhausen). Hier können unter anderem die historischen Atelier- und Wohnräume des Münchner Künstlers Franz von Stuck (1863–1928) mit dessen Gemälden und Skulpturen besichtigt werden. Darüber hinaus zeigt das Museum Villa Stuck Sonderausstellungen zur Bildenden und Angewandten Kunst um 1900 sowie zeitgenössische Kunst. 
Am 9. März 1968 wurde das Museum Villa Stuck unter der Führung des Stuck-Jugendstil-Vereins eröffnet. Seit 1992 ist das Museum Villa Stuck ein Museum der Stadt München. 
Das Museum Villa Stuck ist von 2024 bis Oktober 2025 wegen einer technischen Sanierung geschlossen.

## Geschichte

### Atelier und Wohnhaus Franz von Stucks

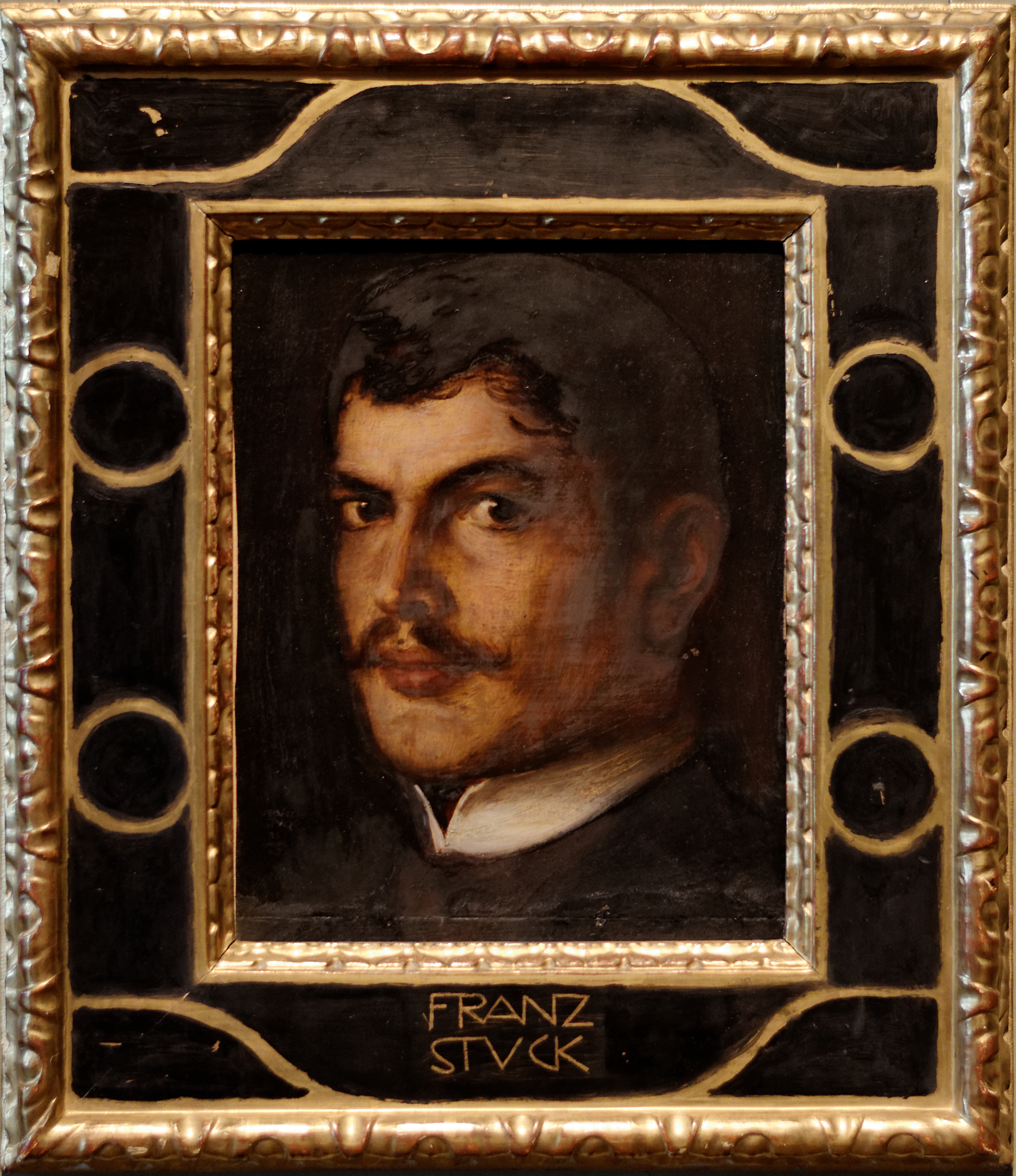
Franz von Stuck, Selbstporträt, 1899

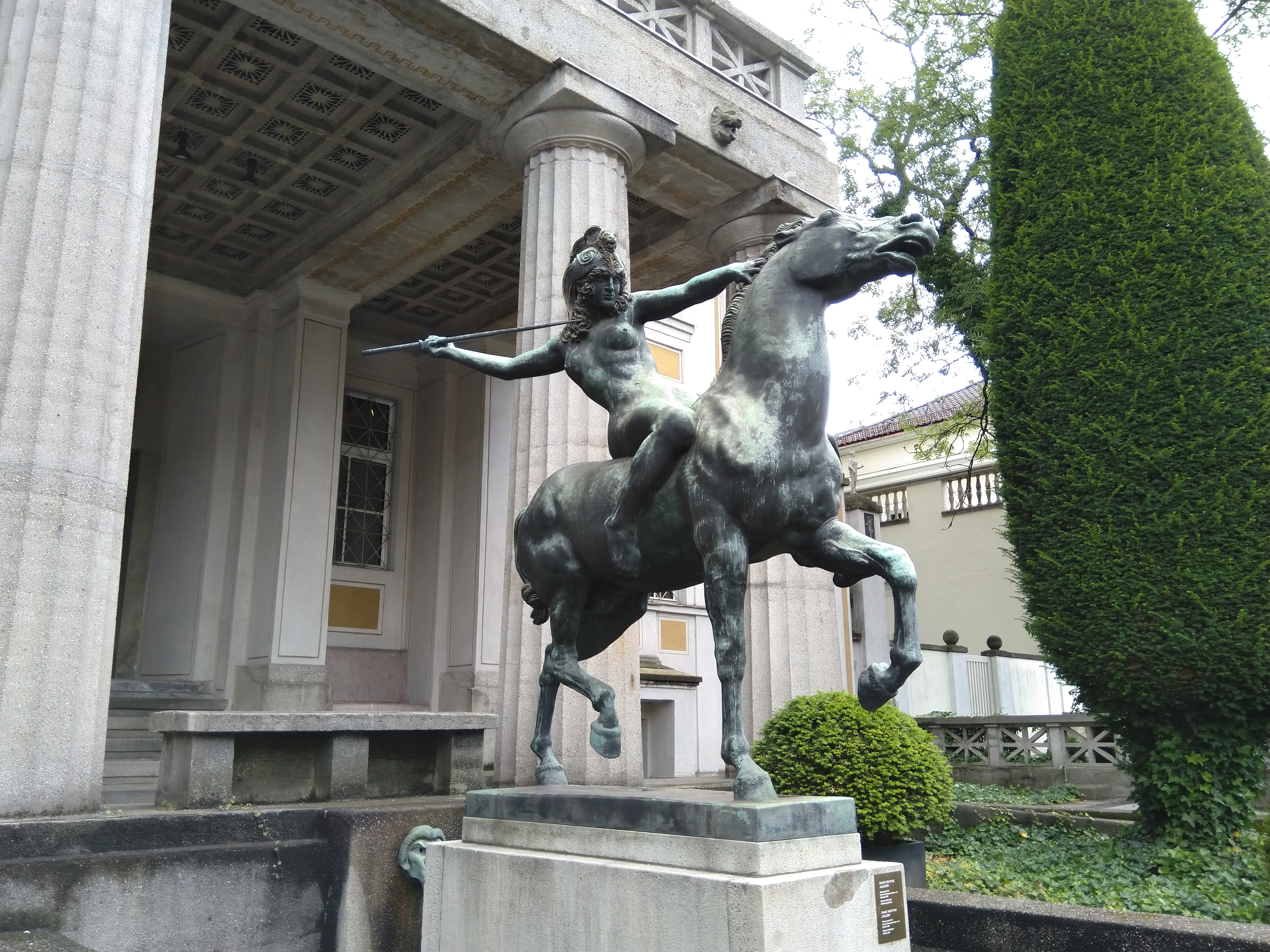
Amazone vor dem Eingangsportal (2021)

Die 1897/98 erbaute neoklassizistische Villa Stuck in der Prinzregentenstraße in München ist das ehemalige Wohn- und Atelierhaus des Malerfürsten Franz von Stuck. Von Stuck selbst entwarf die Villa und ließ 1914/15 ein Ateliergebäude ebenfalls nach eigenen Entwürfen hinzufügen. Die Innenräume wurden im Kontrast zu den Fassaden im Jugendstil gestaltet. Mit dem Gebäudeensemble aus Villa, Neuem Atelier und Künstlergarten realisierte Stuck seine Vorstellungen von einem modernen Gesamtkunstwerk. Für seine planerische und künstlerische Leistung wurde er 1928, unmittelbar vor seinem Tod, mit dem Ehrendoktortitel der Technischen Hochschule München ausgezeichnet.
Die Aufstellung der Amazonen-Großplastik vor dem Eingangsportal im Jahr 1936 veranlasste Stucks Schwiegersohn, der Bauunternehmer Albert Heilmann, der zu dieser Zeit die Villa bewohnte. Er ließ sie 1935 nach dem bekannten Gipsmodell Franz von Stucks aus dem Jahr 1913 durch die Münchner Firma Prießmann, Bauer & Co.  gießen.

### Künstlergarten des Museums Villa Stuck

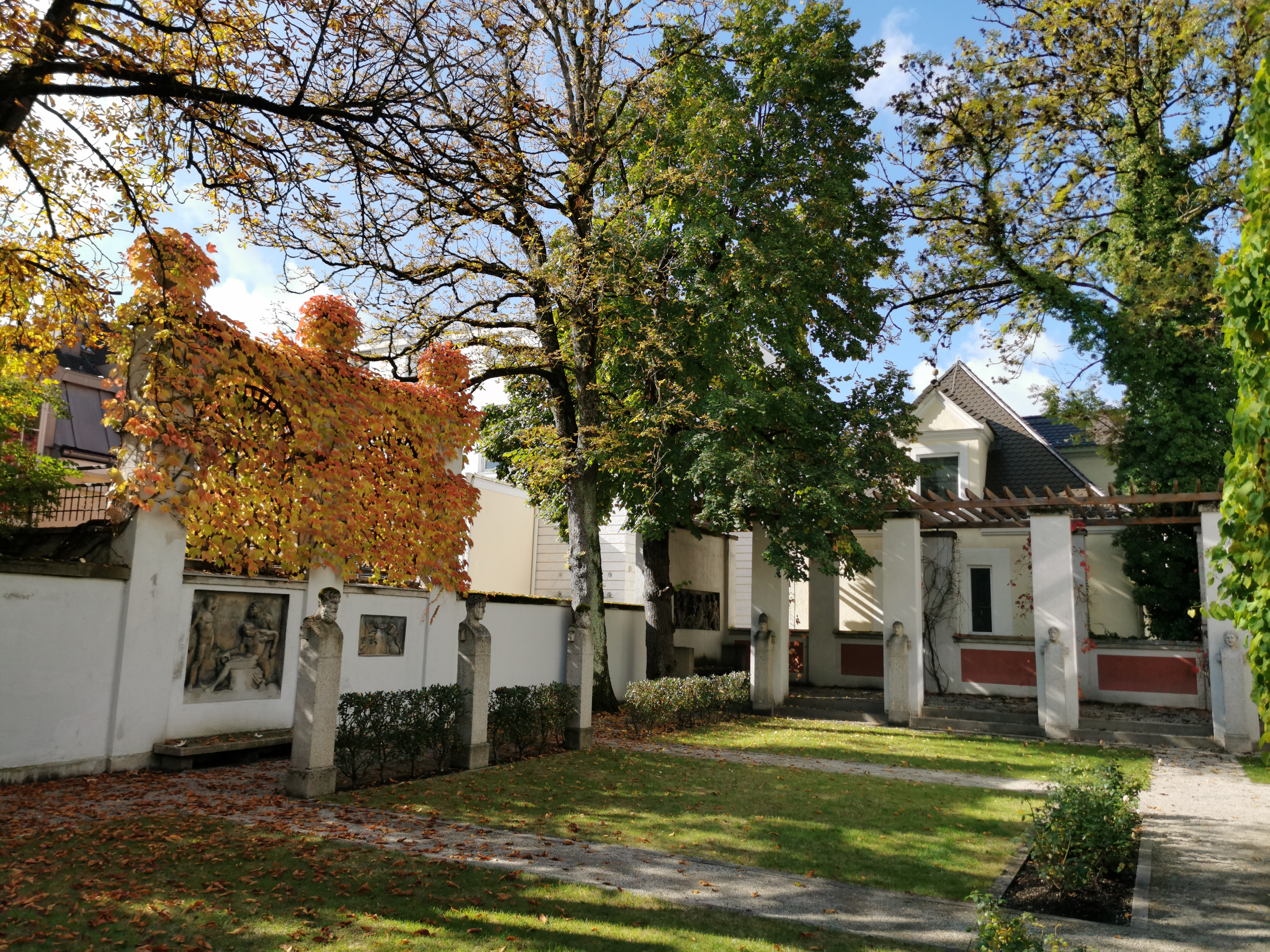
Garten der Villa Stuck (2020)

Der Künstlergarten wurde von Stuck als Skulpturengarten nach dem Vorbild antiker Villen nach eigenen Entwürfen angelegt. Er wurde von 2003 bis 2005 weitgehend restauriert und bietet drei in sich „geschlossene“ Gartenzimmer: als dritter der von Nord nach Süd kleiner, intimer werdenden Räume bot die Pergola eine gern genutzte Rückzugsfläche für Stuck. Der zweite, von drei Stelen bewachte Raum wird von einem Brunnen belebt. Balkon und darunter liegende Veranda sind der Übergang zum Wohnhaus. Durch die Bepflanzung der Nordfassade mit Solitärgehölzen sowie die Rekonstruktion eines antiken Rehs aus Herculaneum wurde der Vorgarten 2018 wiederhergestellt.

### Rettung der Villa Stuck und Eröffnung als Museum Villa Stuck
Im Juli 1961 starb Mary Heilmann, die einzige Tochter Franz von Stucks. Die Villa Stuck blieb im Besitz der Familie, alleiniger Besitzer der aufwendig zu erhaltenden Immobilie wurde im Juli 1963 der Sohn von Mary Heilmann, Otto Heilmann.
Um die Villa zu retten, kauften Hans Joachim und Amélie Ziersch am 8. Januar 1965 das Gebäude sowie Kunstwerke und Möbel für 1,1 Millionen Mark von Otto Heilmann und verpflichteten sich, in den Räumlichkeiten der Villa ein Museum einzurichten. Hans Joachim Ziersch renovierte die Villa für zusätzlich 500.000 Mark, unterstützt vom Freistaat Bayern (100.000 Mark) und der Landeshauptstadt München (500.000 Mark). Umbauten für die Vermietung von Räumen an private Galerien im Neuen Atelier und ein Restaurant im Keller der Villa wurden realisiert.
1967 gründete Hans Joachim Ziersch den Stuck-Jugendstil-Verein e. V. mit dem Ziel, ein Jugendstil-Museum einzurichten. Erster Vorsitzender war der jeweilige Kulturreferent der Landeshauptstadt München, bei Gründung also Herbert Hohenemser. Am 5. Mai 1967 übereigneten Hans Joachim und Amélie Ziersch die Villa Stuck, das dazugehörige Grundstück und ihre bedeutende Sammlung mit Werken Franz von Stucks dem Stuck-Jugendstil-Verein.
Am 9. März 1968 wurde das Museum Villa Stuck nach zwei Jahren Umbauzeit mit einer Ausstellung der Werke Franz von Stucks und des Jugendstilkünstlers Herrmann Obrist von Oberbürgermeister  Hans-Jochen Vogel und Kulturreferent Herbert Hohenemser eröffnet. Das Eröffnungsjahr endete mit einer Ausstellung über den Stuck-Schüler Josef Albers, ein Jahr später beherbergte die Villa Stuck neben dem Jugendstilmuseum insgesamt sechs private Galerien (Dürr, Ketterer, Kress, van de Loo, Galleria del Levante, Modern Art Museum) und galt als Galerienzentrum. Später folgten die Galerien von Richard P. Hartmann, Helmut Grill u. a.

### Museum der Stadt München
1991 schenkten Hans Joachim und Amélie Ziersch die historische Villa der Stadt München und stellten Geld für die Zustiftung Ziersch bereit, deren jährliche Zinsen für den Ankauf von Kunstwerken verwendet werden sollte. Der Stuck-Jugendstil-Verein wurde am 20. Dezember 1991 aufgelöst.
1992 wurde die Villa Stuck per Stadtratsbeschluss zum dritten städtischen Museum (neben Stadtmuseum und Lenbachhaus). Der Titel lautet: Museum Villa Stuck – Eine Stiftung der Landeshauptstadt München mit Schenkung Hans Joachim Ziersch und Amélie Ziersch. Neben den historischen Wohn- und Atelierräumen Franz von Stucks mit einer Sammlung seiner Werke, ergänzt durch Objekte aus dem Bereich der Angewandten Kunst der Jahrhundertwende, zeigt das Museum Sonderausstellungen zu Themen aus dem historischen und künstlerischen Kontext Franz von Stucks sowie aus dem Bereich der Bildenden und Angewandten Kunst des 20. Jahrhunderts.
Von 1992 bis 2006 war Jo-Anne Birnie Danzker Direktorin des Museums. Seit 2007 ist der Direktor Michael Buhrs.

### Zweiter Umbau des Museums Villa Stuck
Von 1998 bis 2000 erfolgte ein neuerlicher Umbau durch das Münchner Architekturbüro Kiessler + Partner. Dabei wurde der Eingang zwischen beide Gebäude verlegt, um sie unabhängig voneinander bespielen zu können. Durch Überglasung des Zwischenraums entstand eine helle Eingangshalle mit Cafeteria und direkter Verbindung zum Garten. Im Eckquadranten der Villa liegt die neue Haupttreppe, die alle Ebenen beider Häuser verbindet. Das Neue Atelier-Gebäude wurde weitgehend in den Urzustand zurückgebaut: Die nach 1945 im Erdgeschoss des Bildhauerateliers eingezogene Zwischendecke wurde genauso entfernt wie die Galerie im darüberliegenden Maleratelier. Nun sind beide Ebenen durch eine offene Wendeltreppe direkt verbunden. Im zweiten Bauabschnitt (2000 bis 2005) erfolgte die Renovierung der Villa durch das Büro Burmeister, Wallnöfer + Partner. Im Anschluss an das Ateliergebäude stehen an der Ismaninger Straße im ehemaligen Dienstboten- und Garagentrakt Verwaltungsräume zur Verfügung. Die Wiedereröffnung des renovierten und restaurierten Museums Villa Stuck erfolgte am 18. März 2005.

### Interim Goethestraße 54

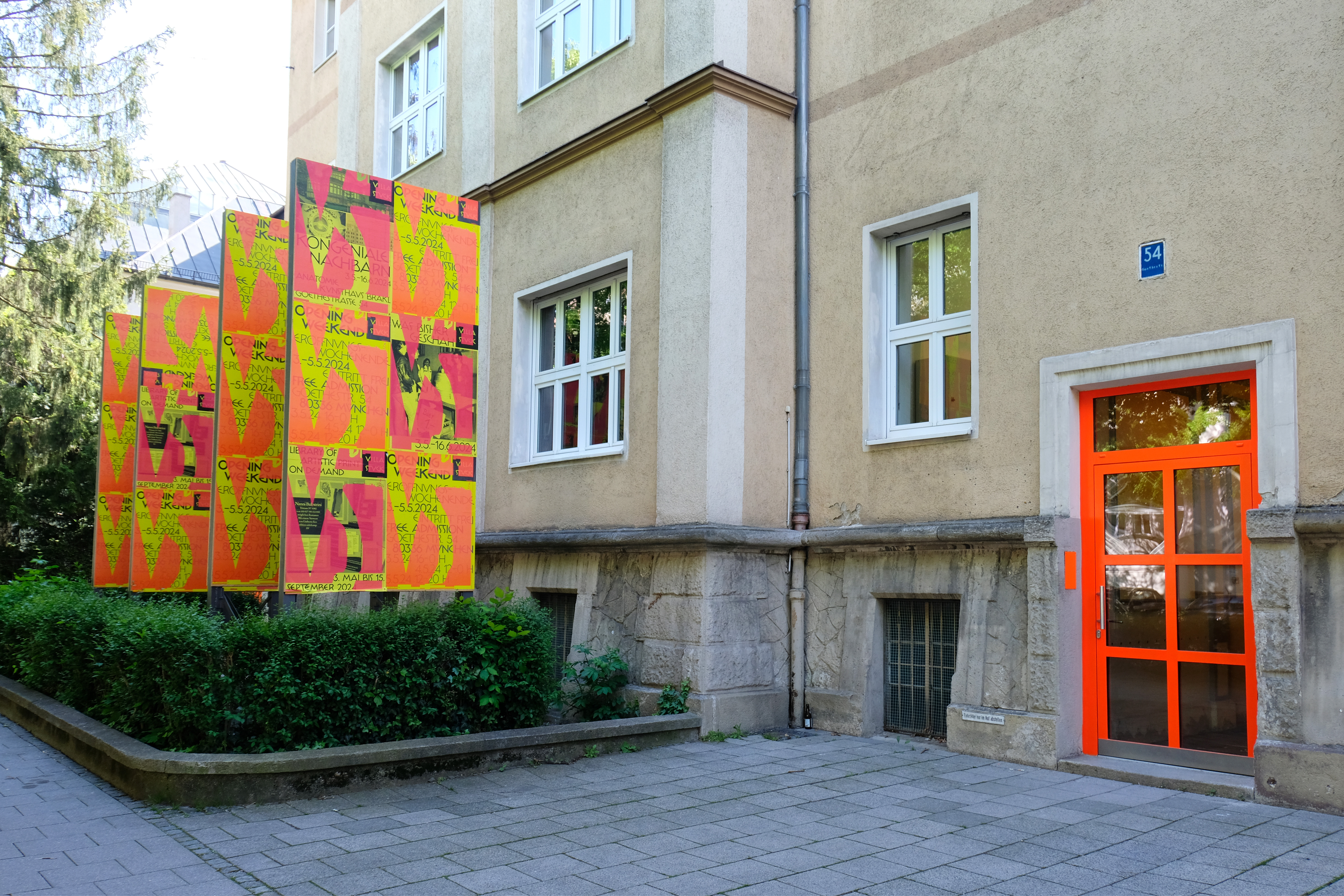
Das Interimsquartier der Villa Stuck, „VS“ (2024)

Für den dritten Umbau der Villa Stuck 2024/25 erfolgt die temporäre Nutzung der Goethestraße 54 im Bahnhofsviertel. Das sanierungsbedürftige Mehrparteienhaus stammt aus den 1890er Jahren, war im Zweiten Weltkrieg beschädigt und vor dem Einzug der Villa Stuck für Büros genutzt worden. Für den Umbau stand nur ein Budget im Umfang der Summe zur Verfügung, die für eine Ausstellung veranschlagt wird. Mit geringem Aufwand erreichte man eine große Wirkung: Multifunktional nutzbare Zentralräume wurden in allen Stockwerken zur Trennung der Büros von Ausstellungsräumen vorgesehen. Als Filter wurden graue Vorhänge angebracht, die allseitig umlaufen. Das Gebäude wurde mit dem BDA-Preis Bayern 2025 ausgezeichnet.
Bei den provisorisch genutzten Räumlichkeiten handelt es sich um ein ehemaliges Judenhaus, dessen Geschichte in der am 3. Mai 2024 eröffneten Ausstellung Was bisher geschah dargestellt wurde.

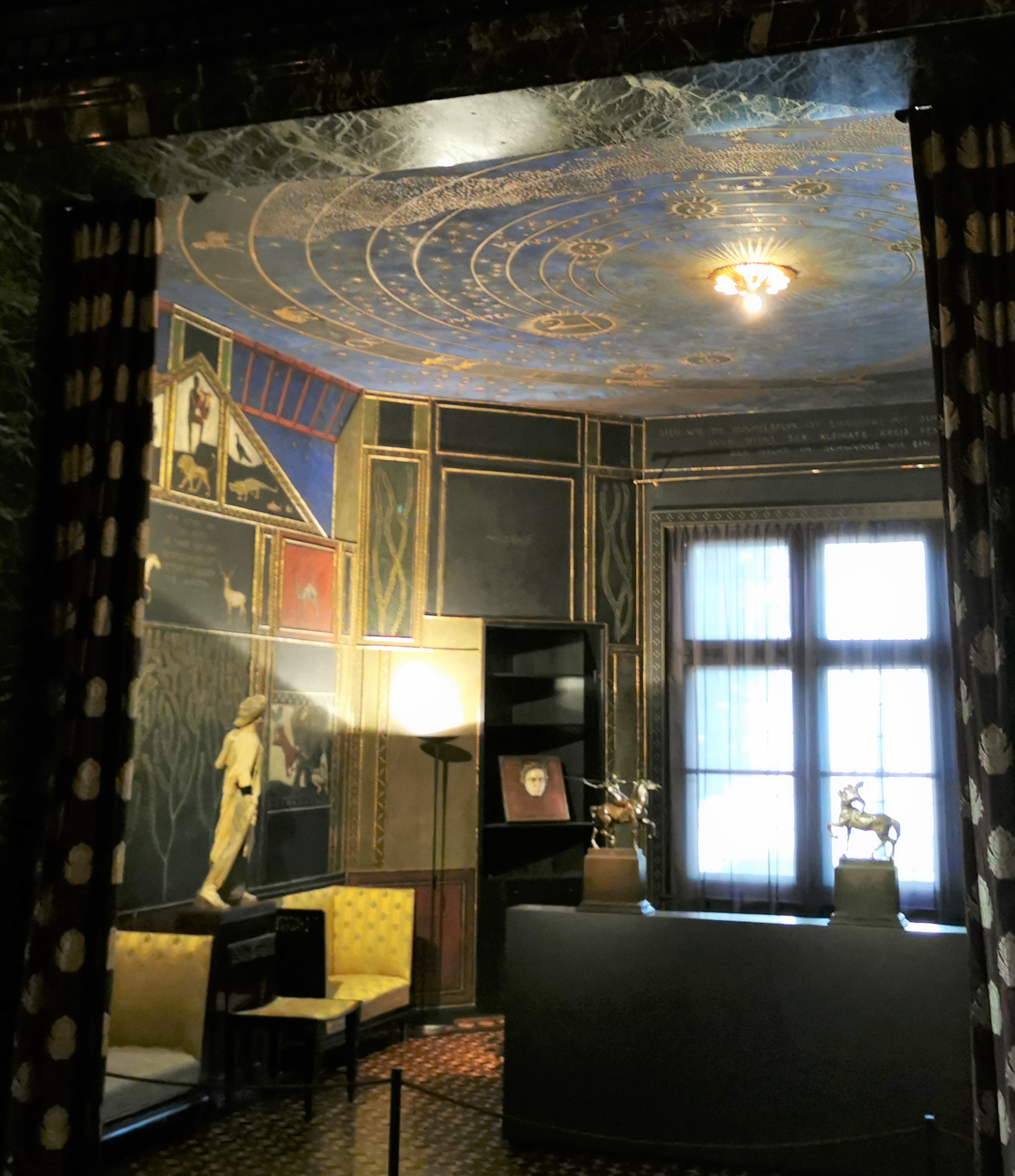
Musikraum mit Tierkreis-Decke im Erdgeschoss, 2020
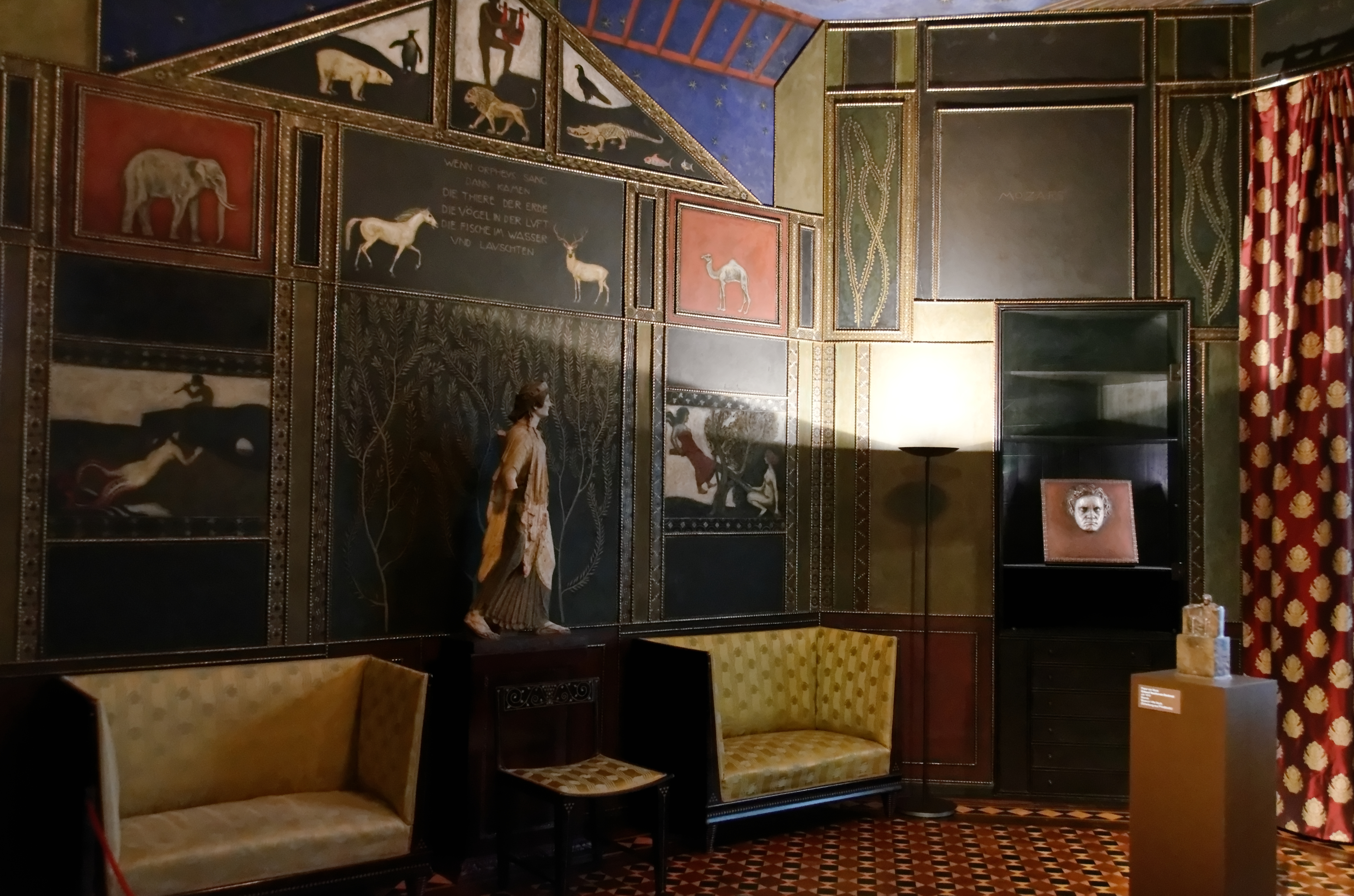
Salon der Villa Stuck
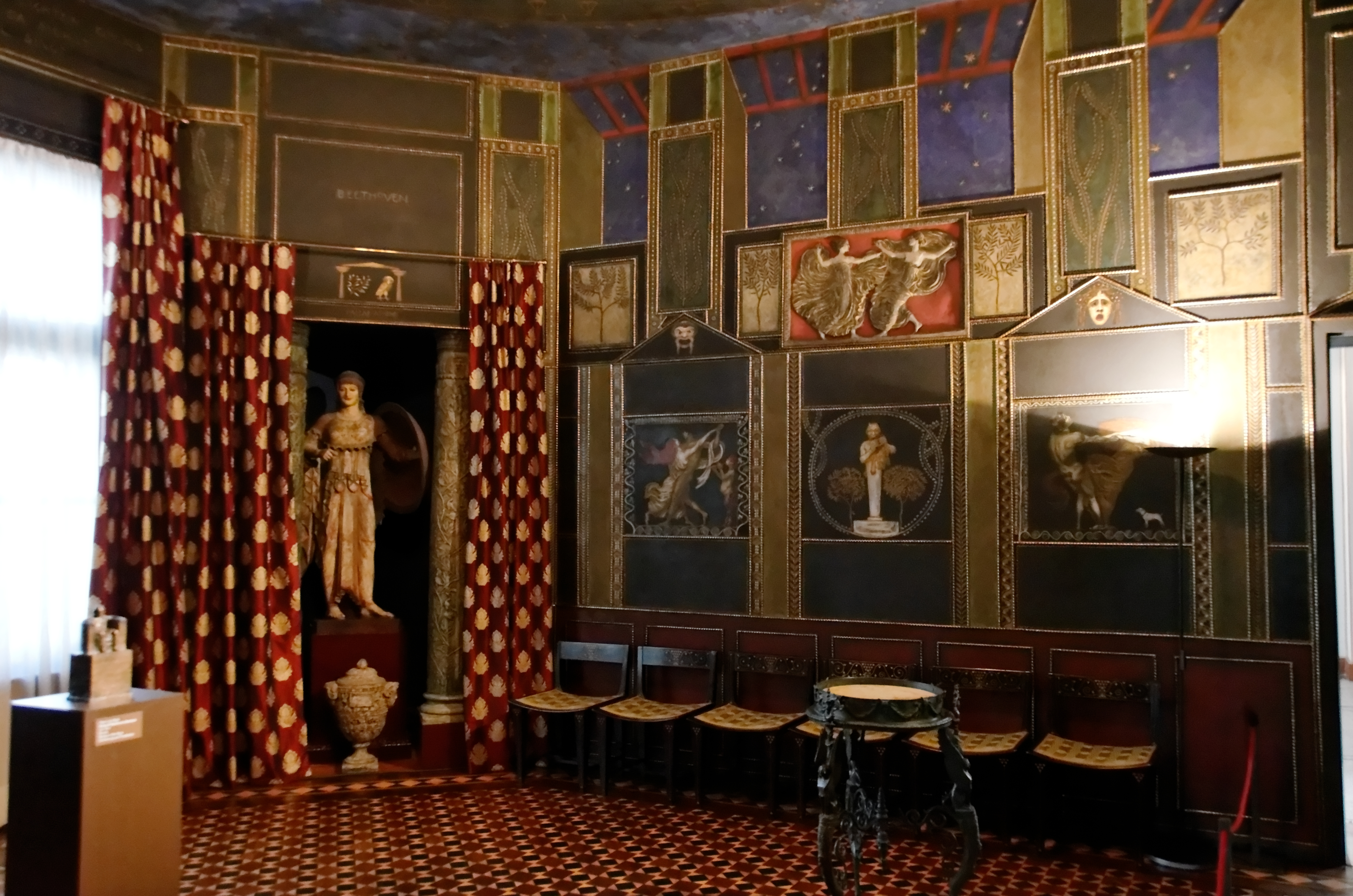
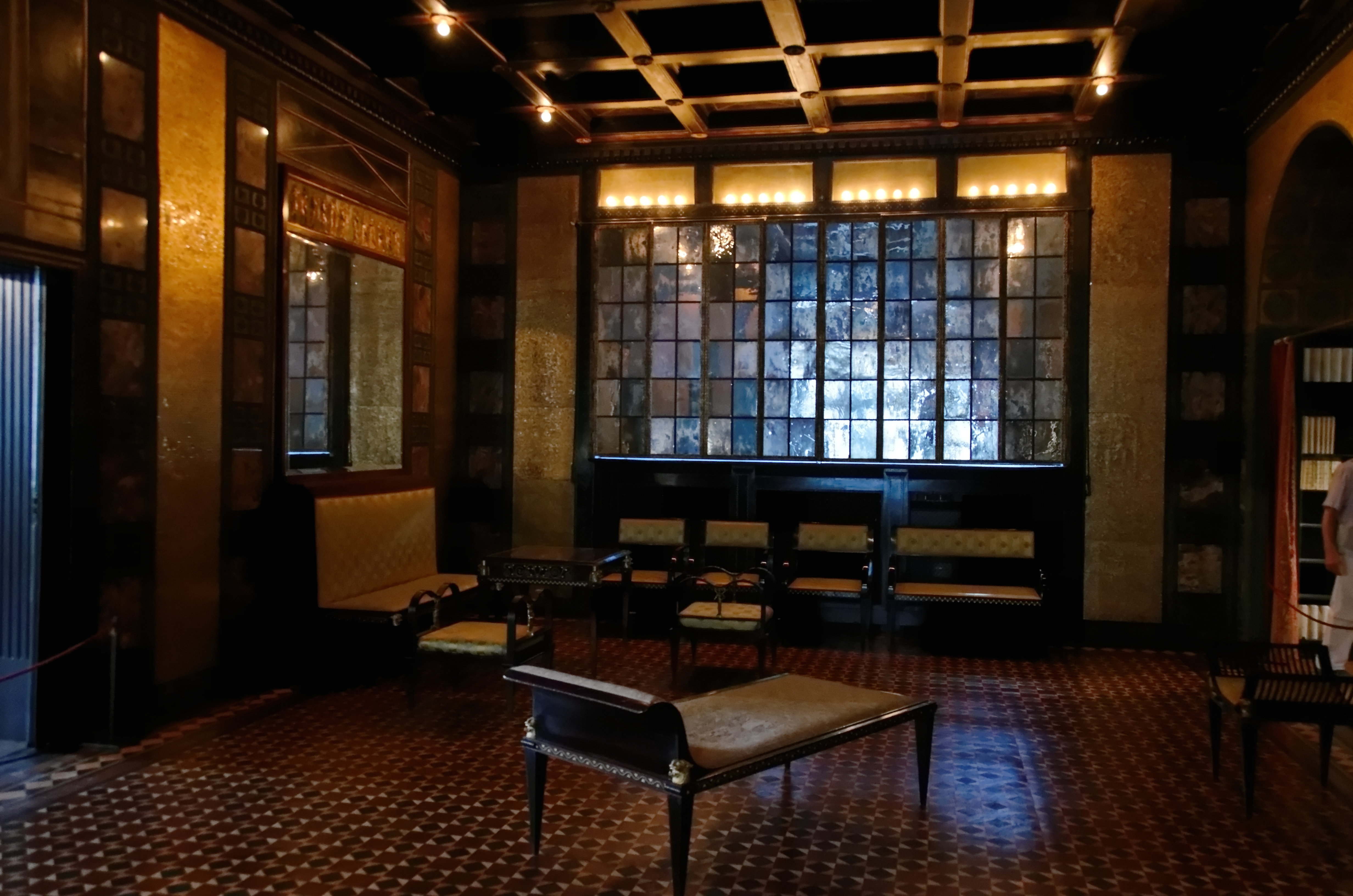
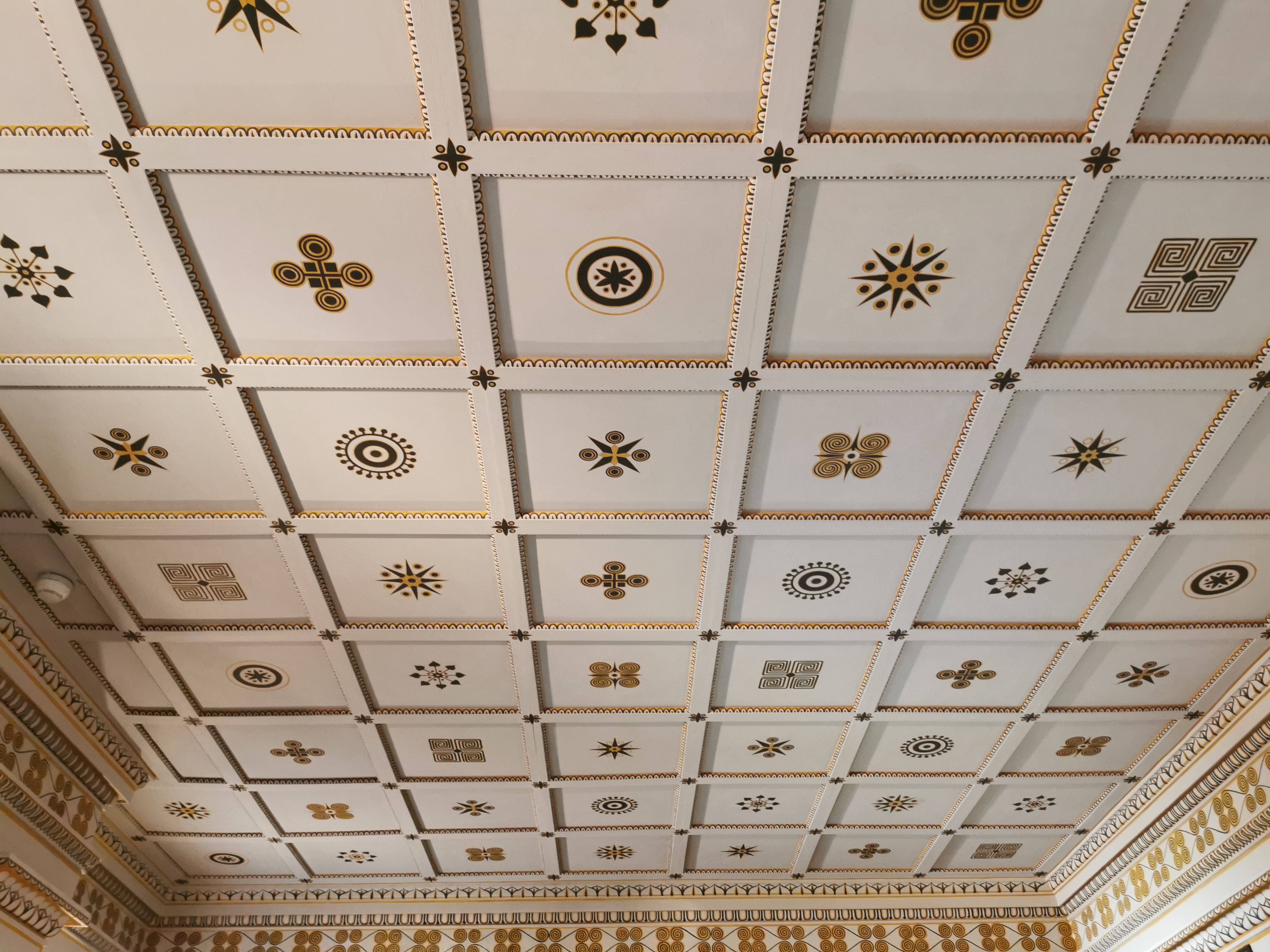
Hölzerne Kassettendecke im Erdgeschoss
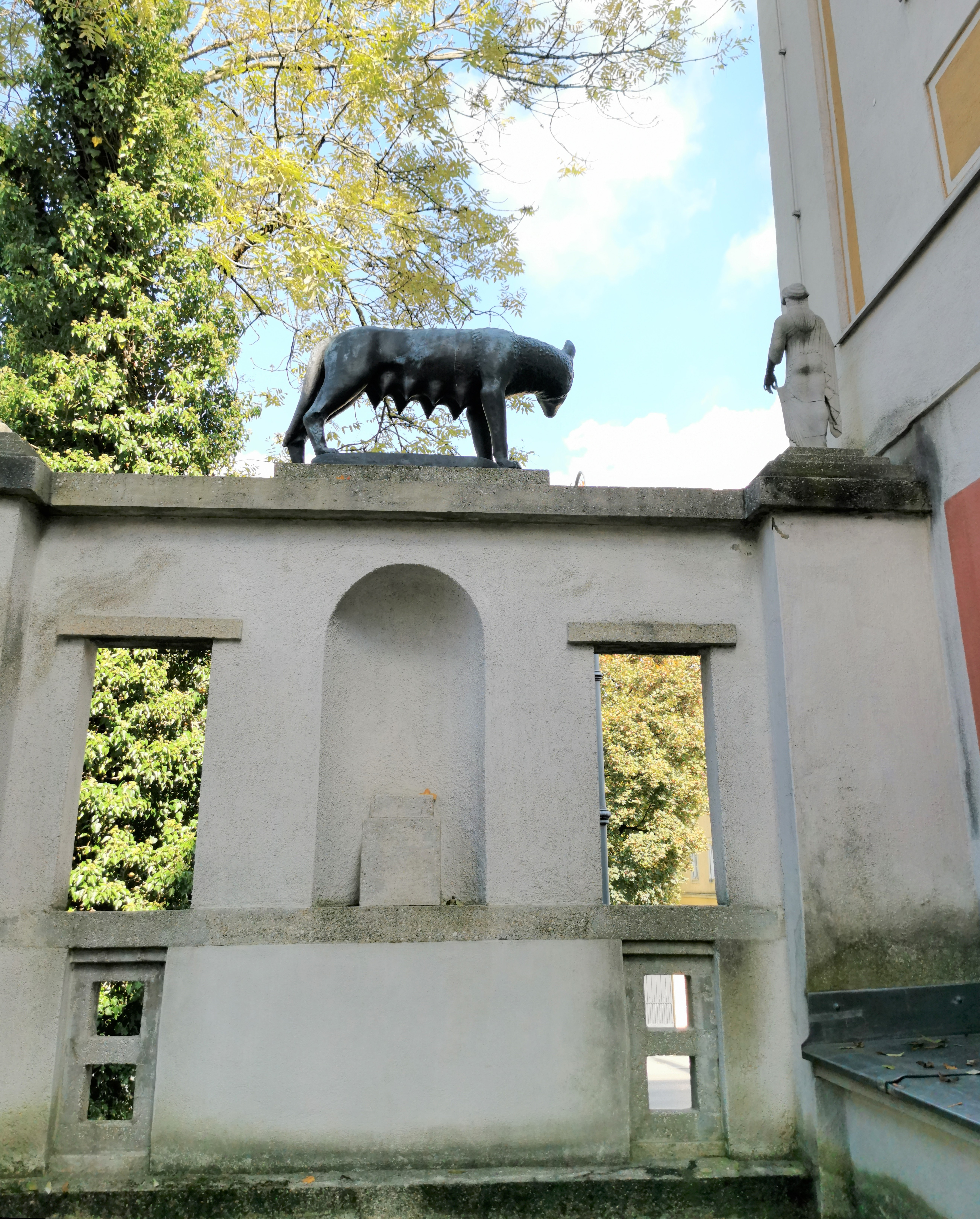
Kapitolinische Wölfin (Abguss des römischen Vorbildes)

### Sammlung des Museums Villa Stuck
Objekte des Museums, die nicht gezeigt werden können, werden im Museumsdepot der Landeshauptstadt München in Freimann aufbewahrt.

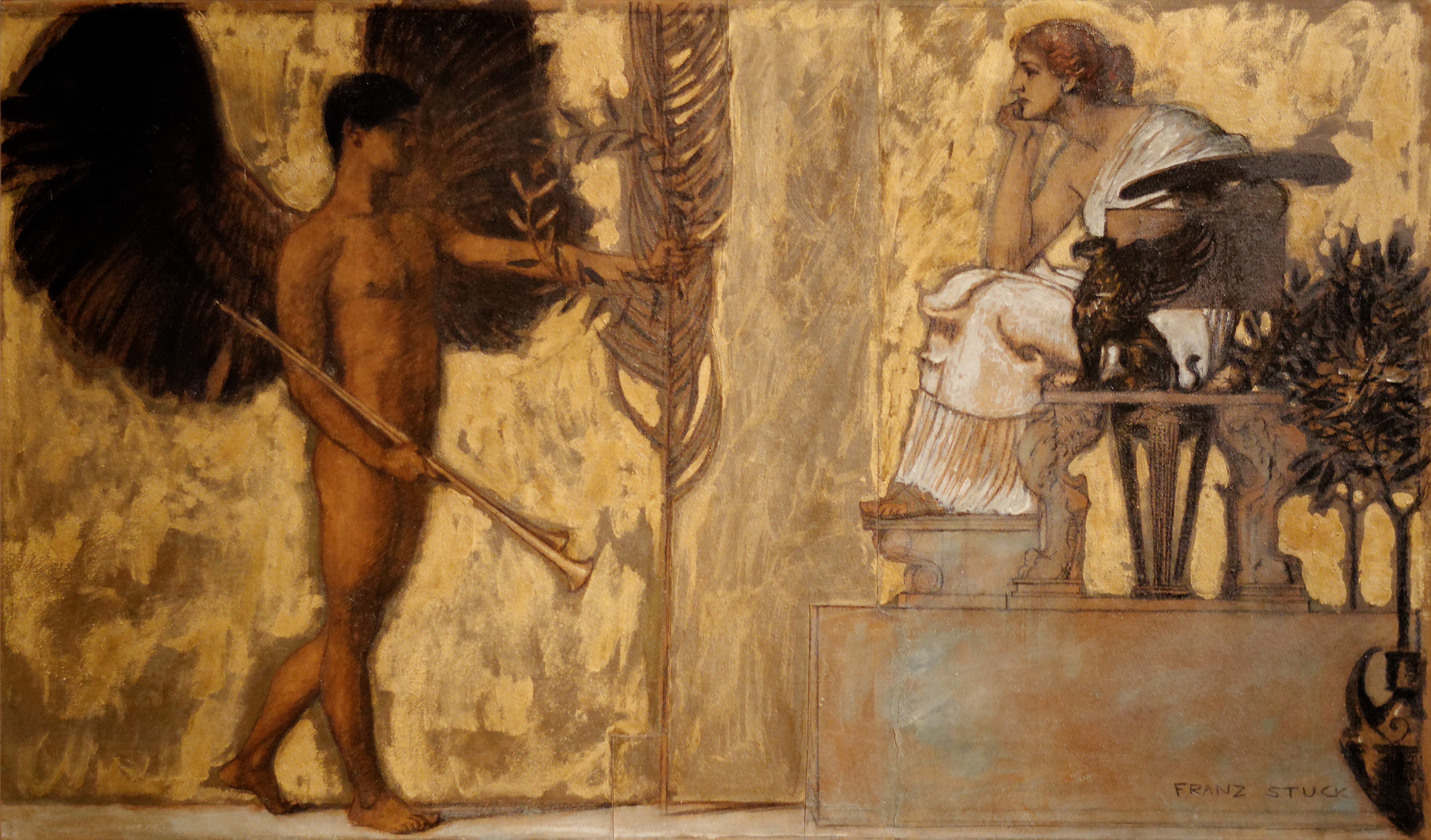
Huldigung an die Malerei, 1889
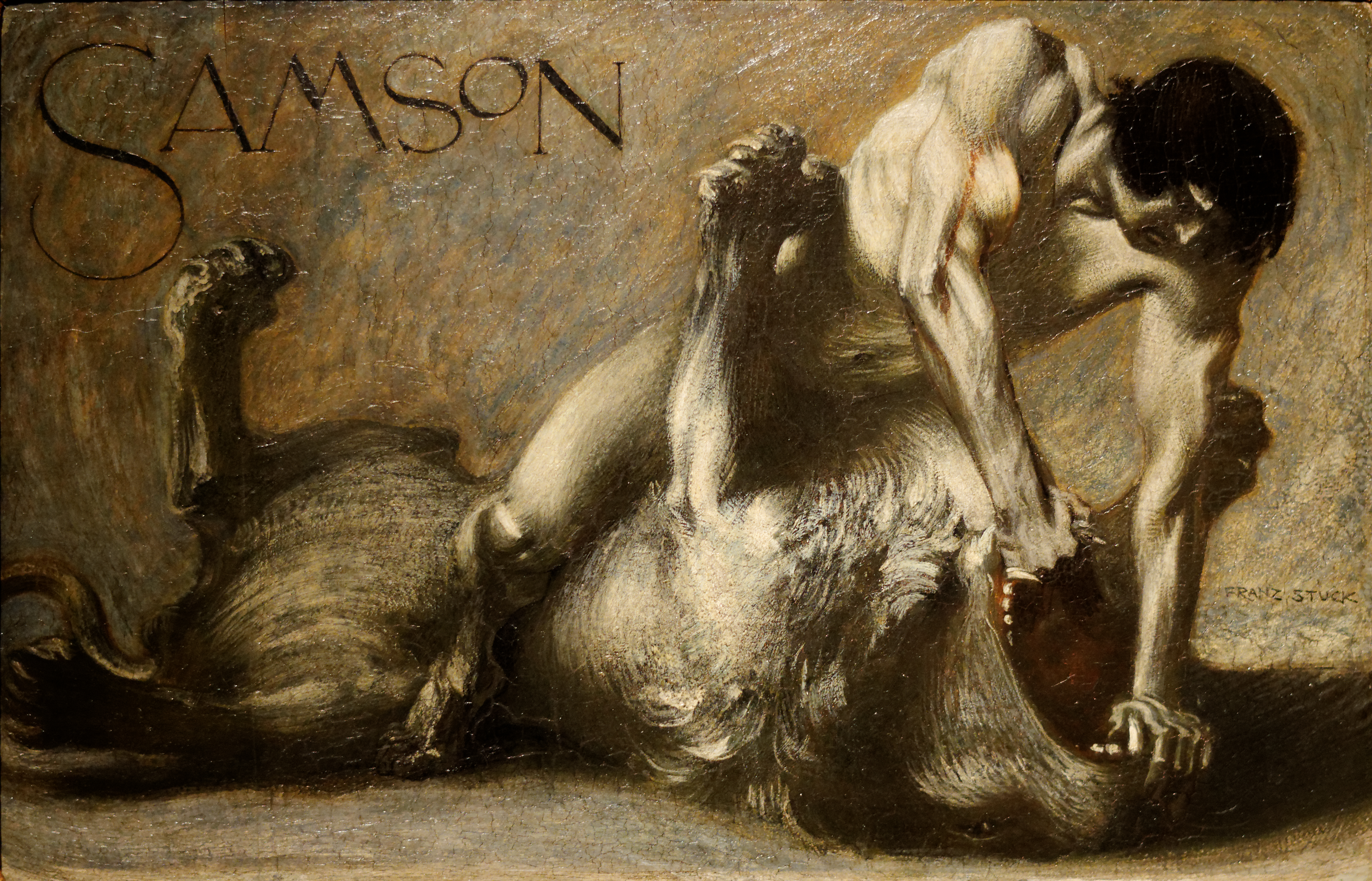
Samson, 1891
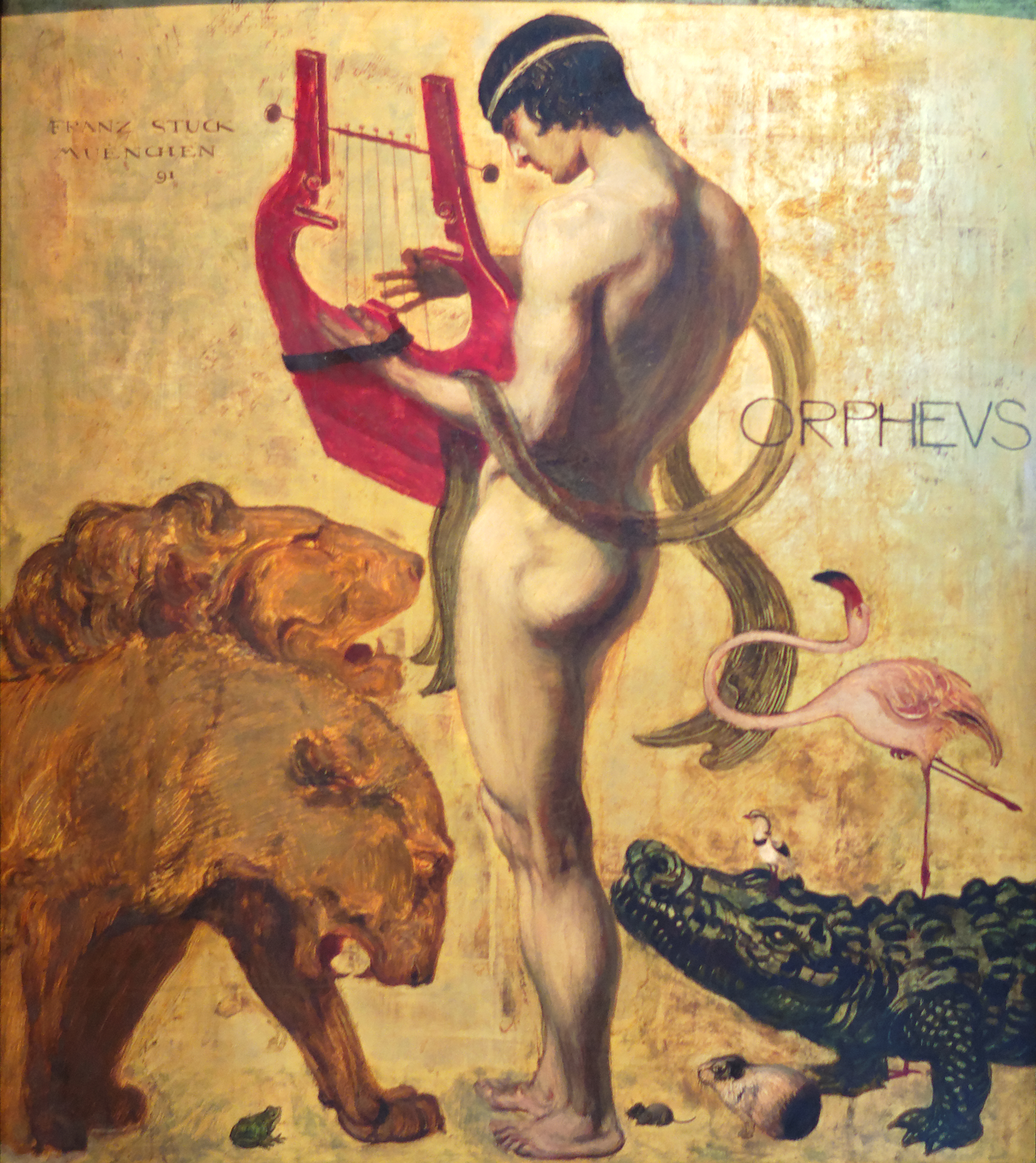
Orpheus, 1891
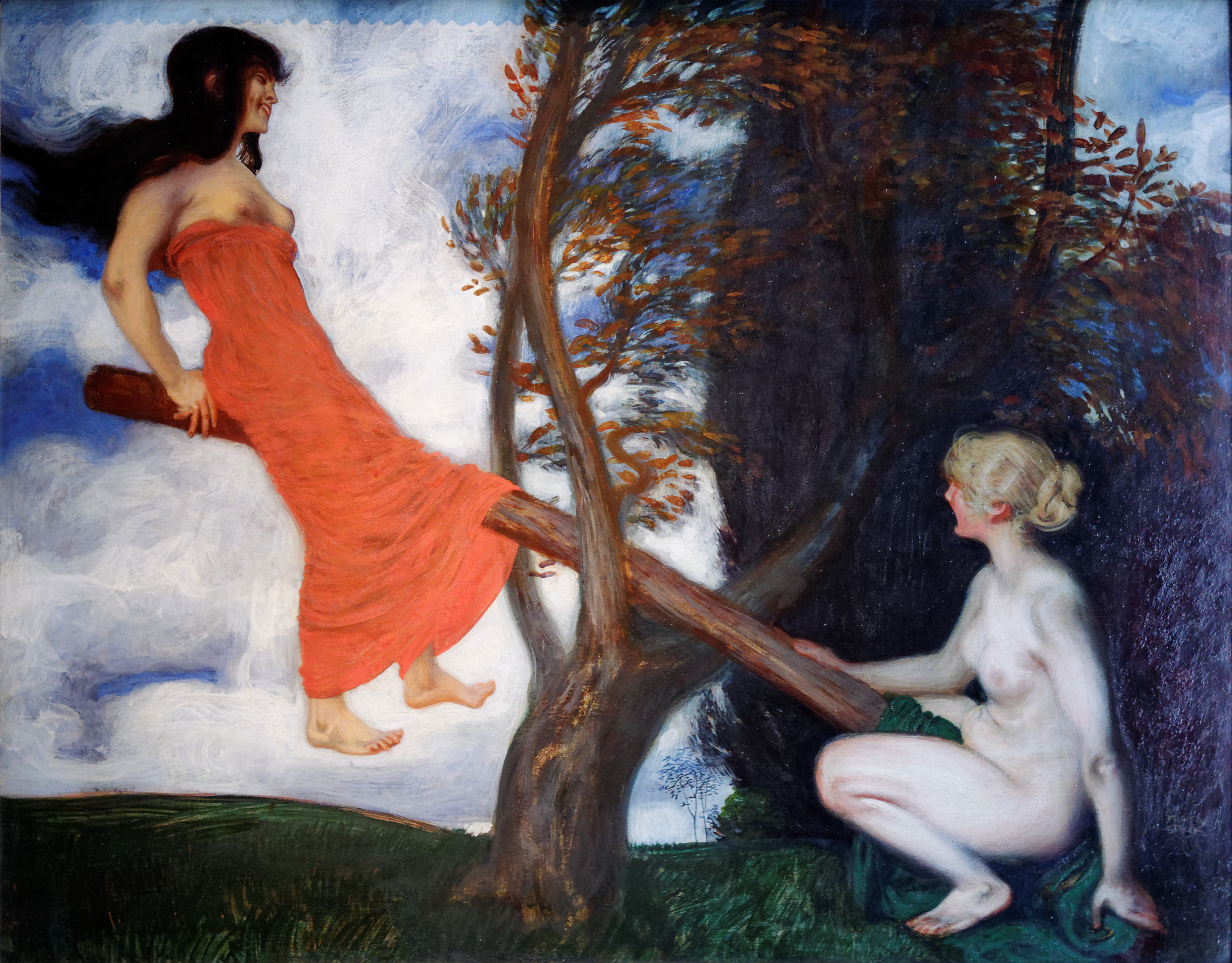
Die Wippe, Gemälde Franz von Stucks, um 1898
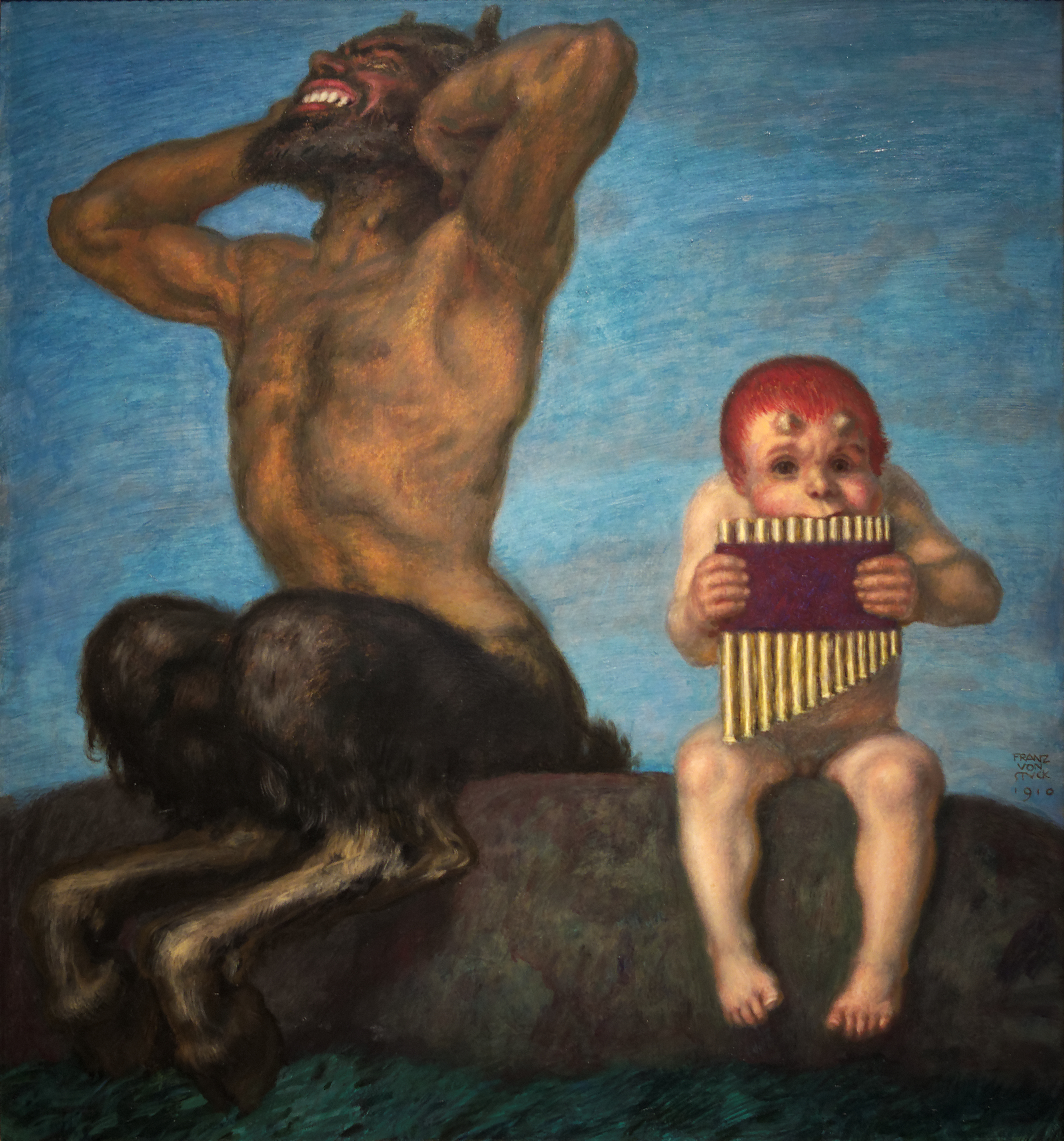
Dissonanz, 1910
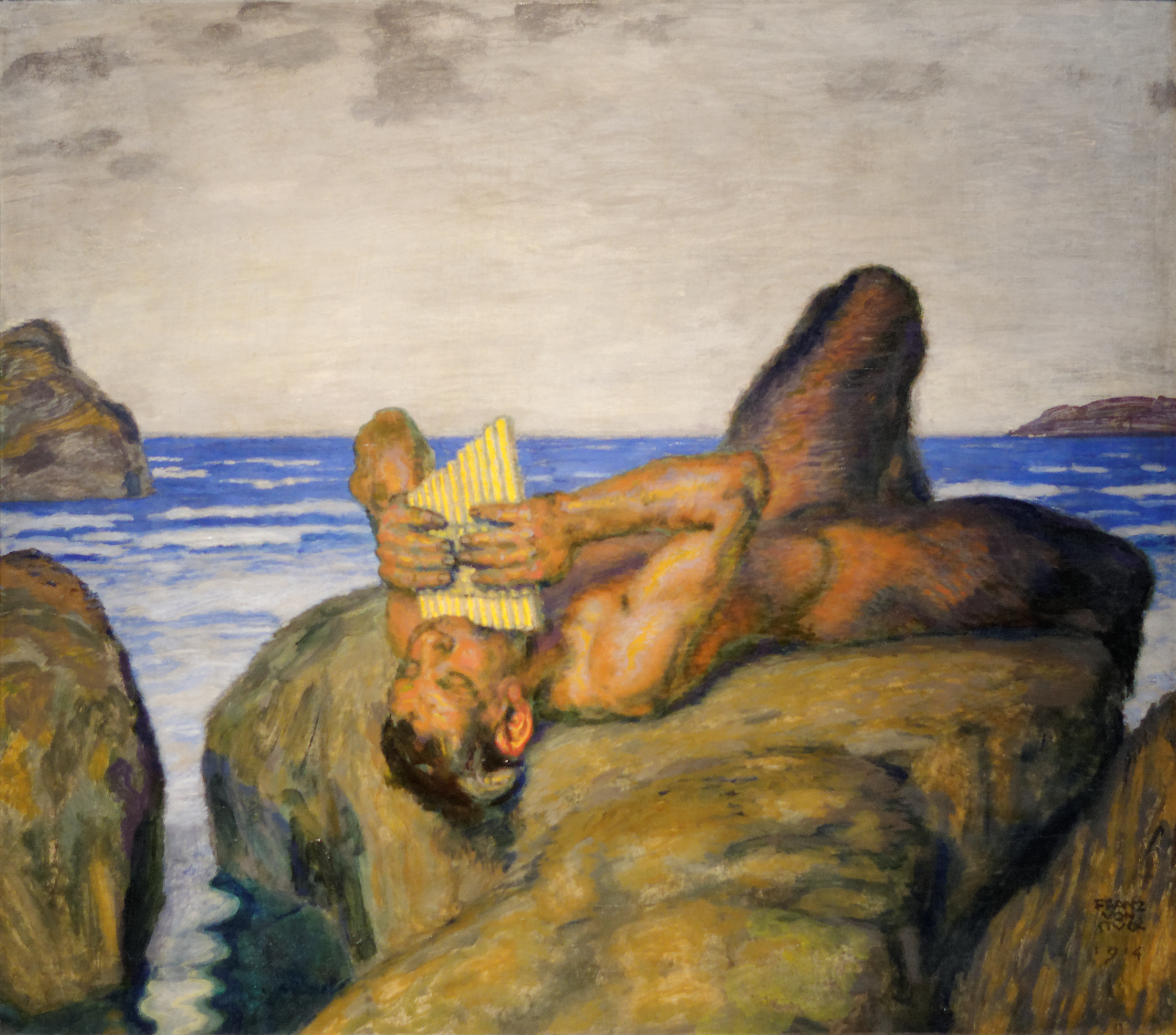
Blasender Faun, 1914

## Ausstellungen
- 2004/05: München! Stadt des Jugendstils[13] (Kuratoren: Margot Th. Brandlhuber, Jo-Anne Birnie Danzker)
- 2012/13: Die Sammlung Gunter Sachs. Von Max Ernst bis Andy Warhol[14]
- 2013/14: Im Tempel des Ich. Das Künstlerhaus als Gesamtkunstwerk – Europa und Amerika 1800-1948 (Kuratorin: Margot Th. Brandlhuber)[15]
- 2015/16: Geh und spiel mit dem Riesen! Kindheit, Emanzipation und Kritik (Kuratorinnen: Eva Maria Stadler, Anne Marr)[16]
- 2016: Sylvie Fleury. My Life on the Road (Kuratorin: Verena Hein)[17]
- 2017: Julian Rosefeldt. MANIFESTO (Kuratorinnen: Cornelia Gockel, und Verena Hein)[18][19]
- 2018: Betreff: Schicksal Villa Stuck. Das Neue Atelier Franz von Stucks (Kuratorin: Margot Th. Brandlhuber)[20]
- 2021/22: Collecting histories. Neueste Erwerbungen, Schenkungen und Dauerleihgaben für die Sammlungen des Museums Villa Stuck
- 2021/22: Nevin Aladağ. Sound of spaces
- 2022: Misha Kahn. Under the Wobble Moon. Objects from the Capricious Age
- 2023/24: Kafka: 1924